# Église Saint-Pierre des Salles-de-Castillon
L'église Saint-Pierre est une église catholique du XIIe siècle située sur la commune des Salles-de-Castillon, dans le département de la Gironde, en France.

## Localisation
L'église se trouve au village des Salles-de-Castillon, sur la route départementale D21E4, entre l'intersection avec les routes départementales D119 et D21.

## Historique
La paroisse Saint-Pierre des Salles, avec son annexe Saint-Martin de Francs relevait du prieuré de La Fayotte. Ce dernier qui avait appartenu aux religieux de l'Abbaye Notre-Dame de Chancelade en Périgord, fut donné en commende, le 19 janvier 1524, par le Pape, à Amanieu de Foix, protonotaire du Saint-Siège. Il passa ensuite en 1570 entre les mains des séculiers.
L'église de Saint-Pierre est édifiée à la période romane. Une chapelle primitive est d'abord construite: elle comporte une petite abside couverte en cul-de-four, précédée d'une nef de deux travées.
Plus tard, la chapelle est agrandie et doublée par l'adjonction sur son côté sud d'une église plus vaste, composée d'une abside à cinq pans voûtée en cul-de-four, percée de trois fenêtres, d'une travée de chœur courte, d'un avant chœur voûté d'une coupole portant le clocher et d'une nef d'une seule travée.
Des transformations de l'époque gothique (XIVe): une voûte sur croisées d'ogives; la porte primitive de la chapelle est fermé; les deux absides sont flanquées de contreforts; une nouvelle porte d'un style gothique abâtardi est percé dans le mur ouest; le clocher roman est surélevé d'un étage.
Au XVIIIe siècle la nef de la seconde église romane a été couverte d'une voûte d'arêtes; la petite abside reçoit un décor de peintures murales.
L'édifice a été inscrit au titre des monuments historiques par arrêté du 5 octobre 1925.

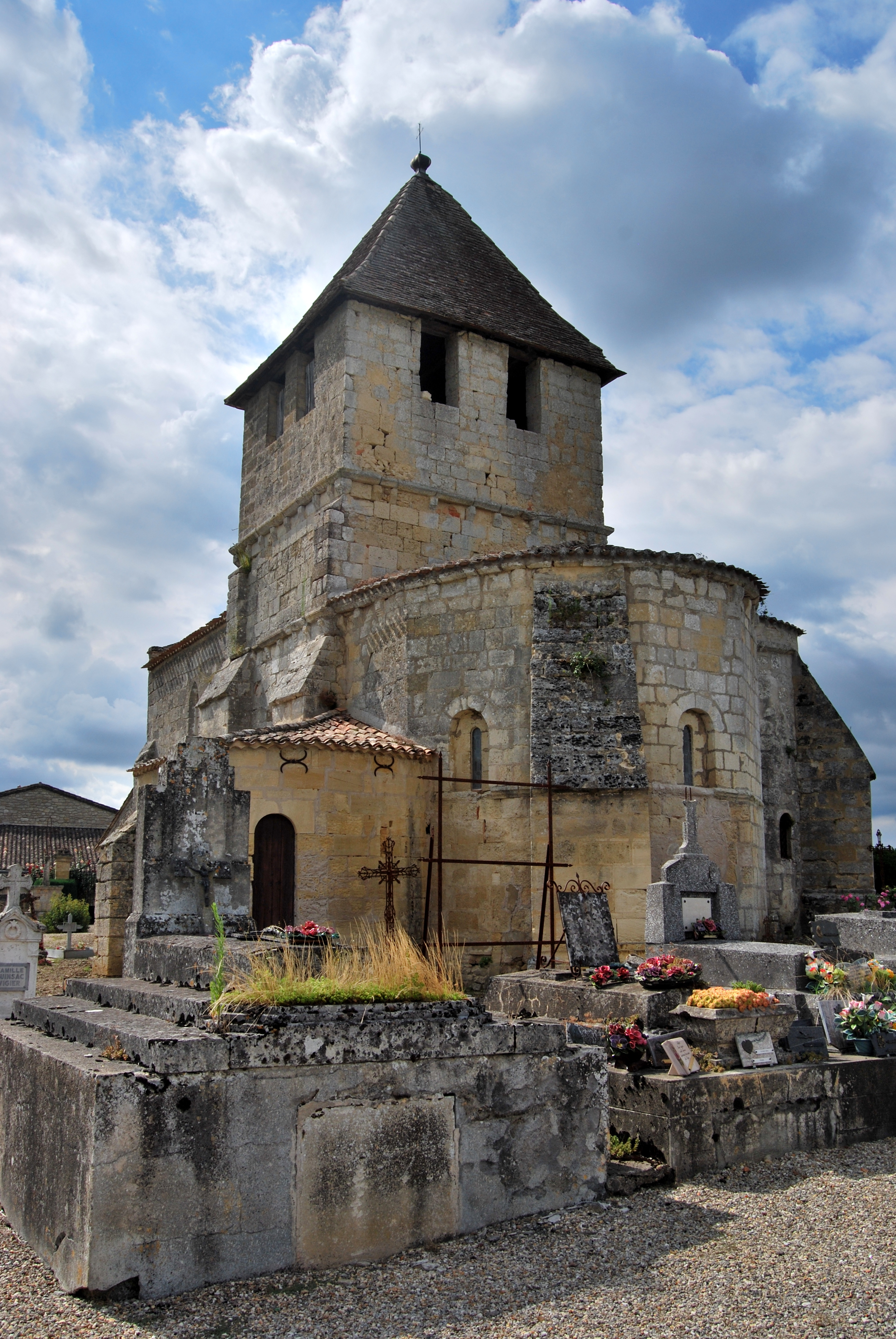
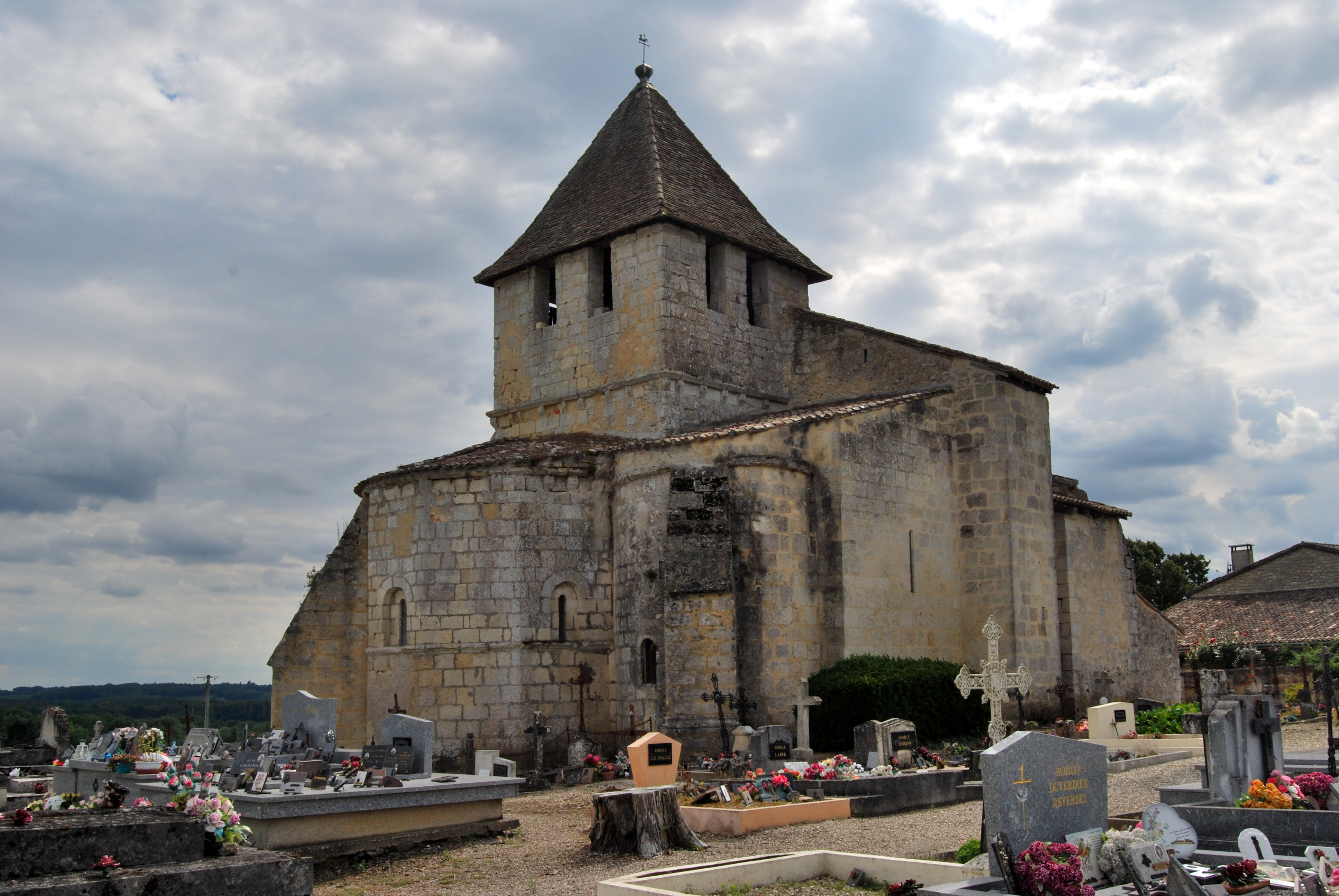
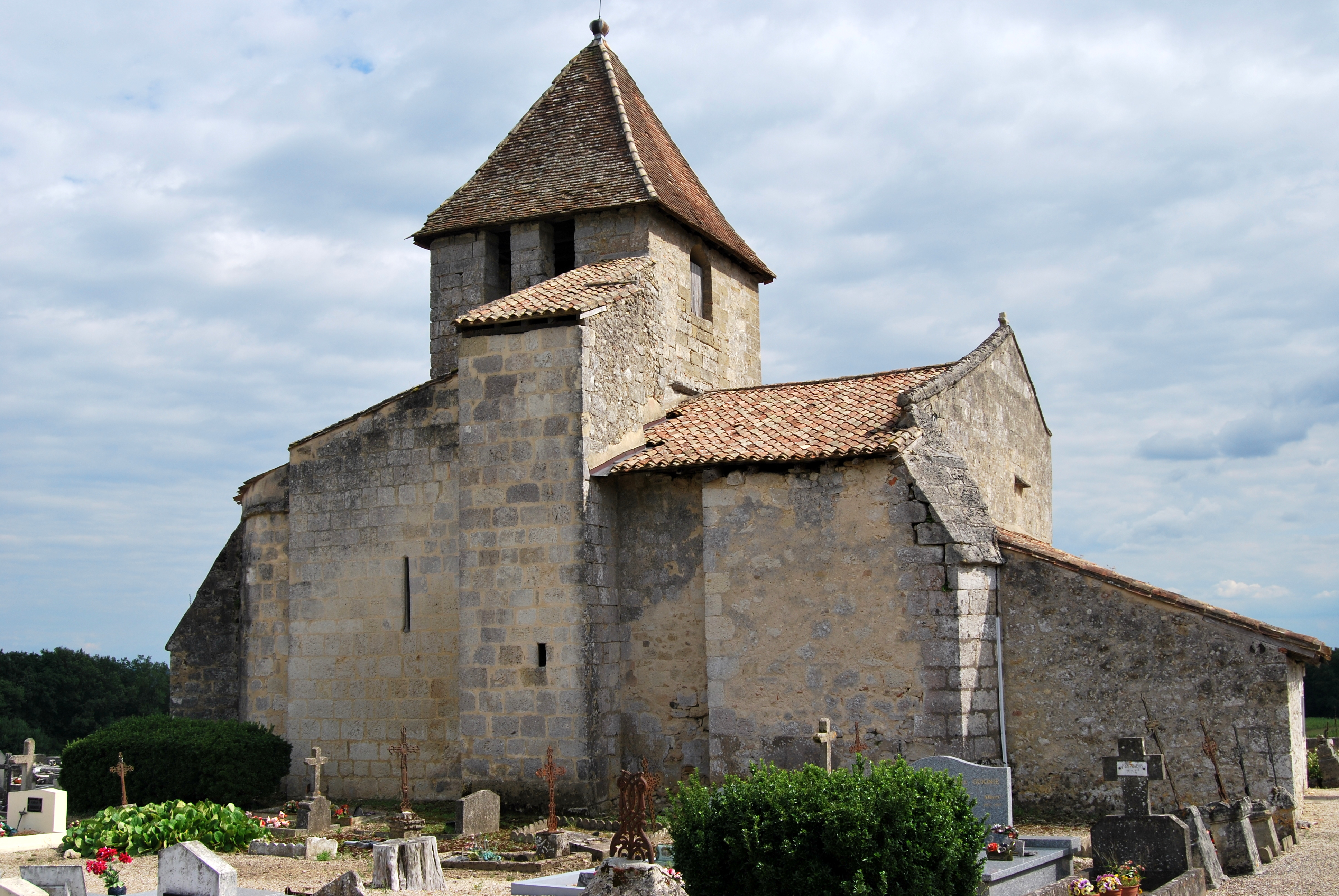
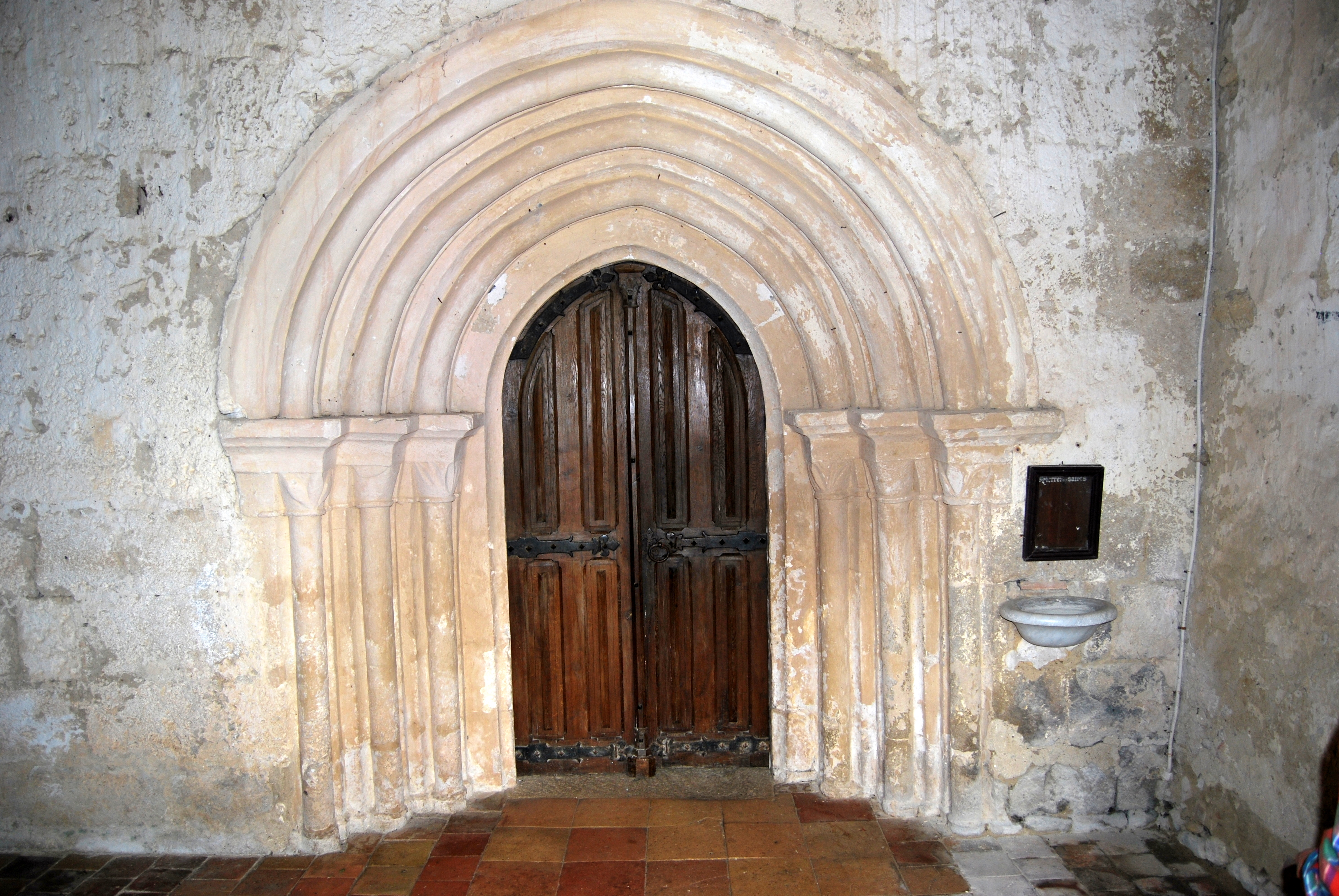
La porte gothique abâtardi

L'intérieur de l'église

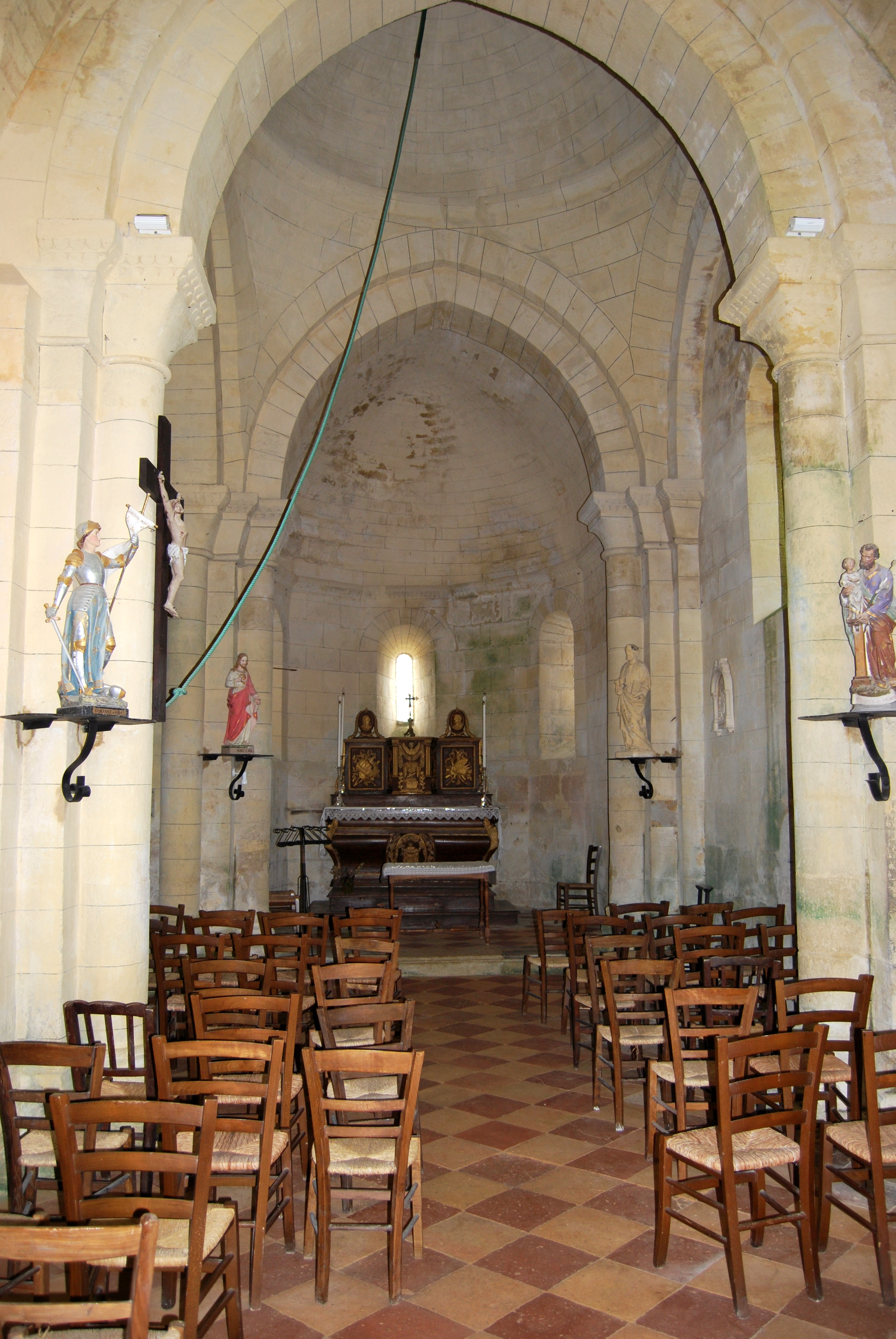
La nef
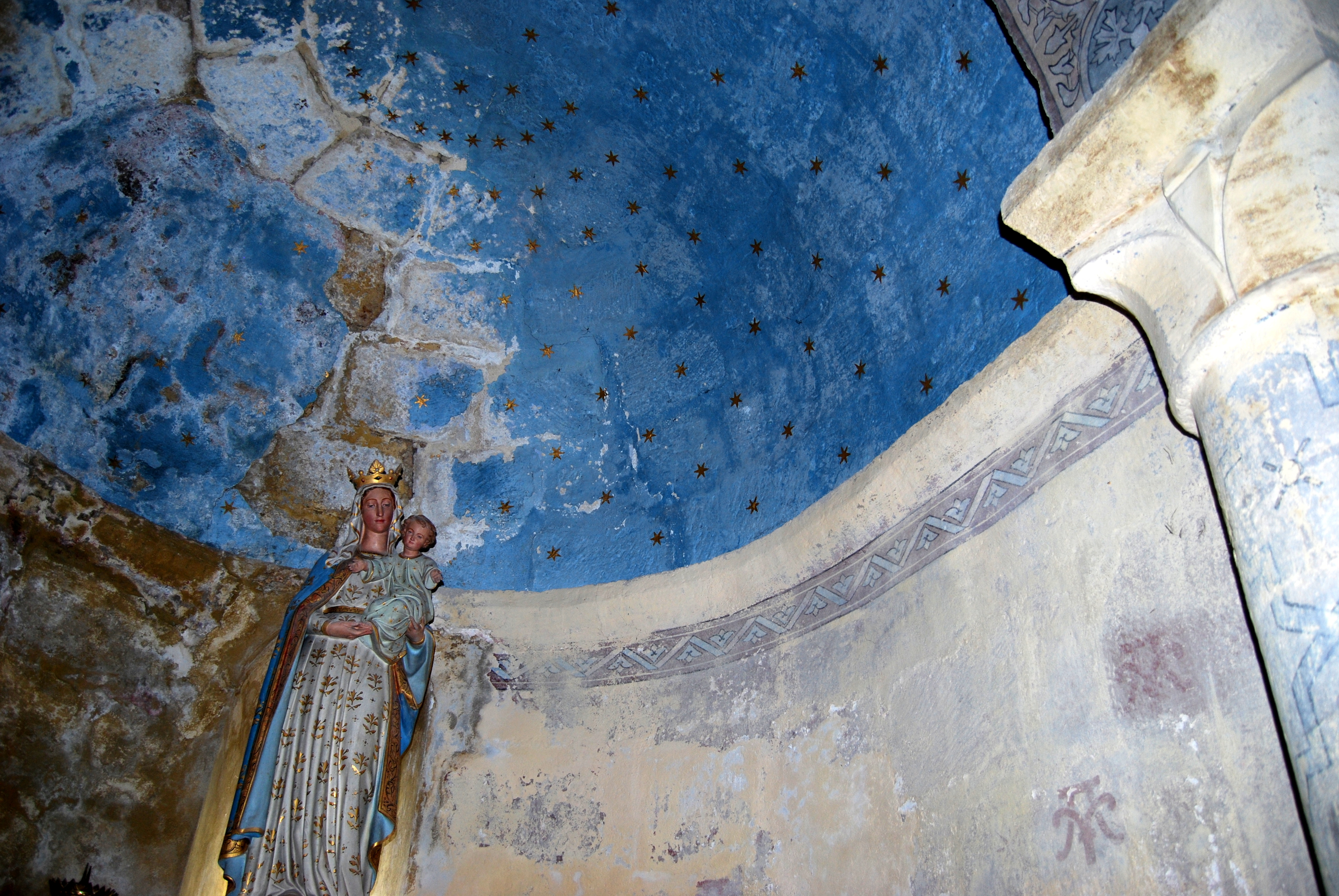
Peintures murales, petite abside
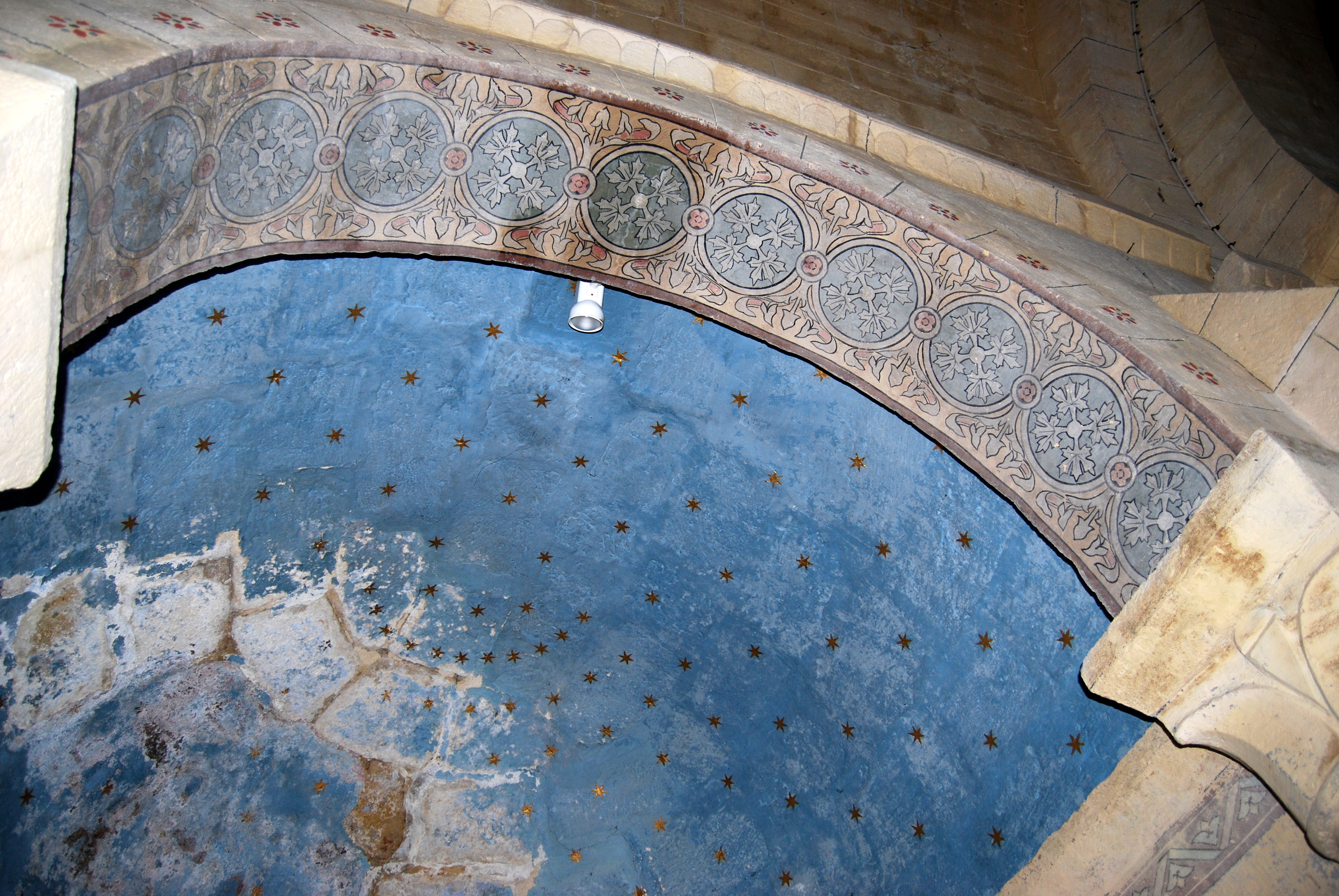
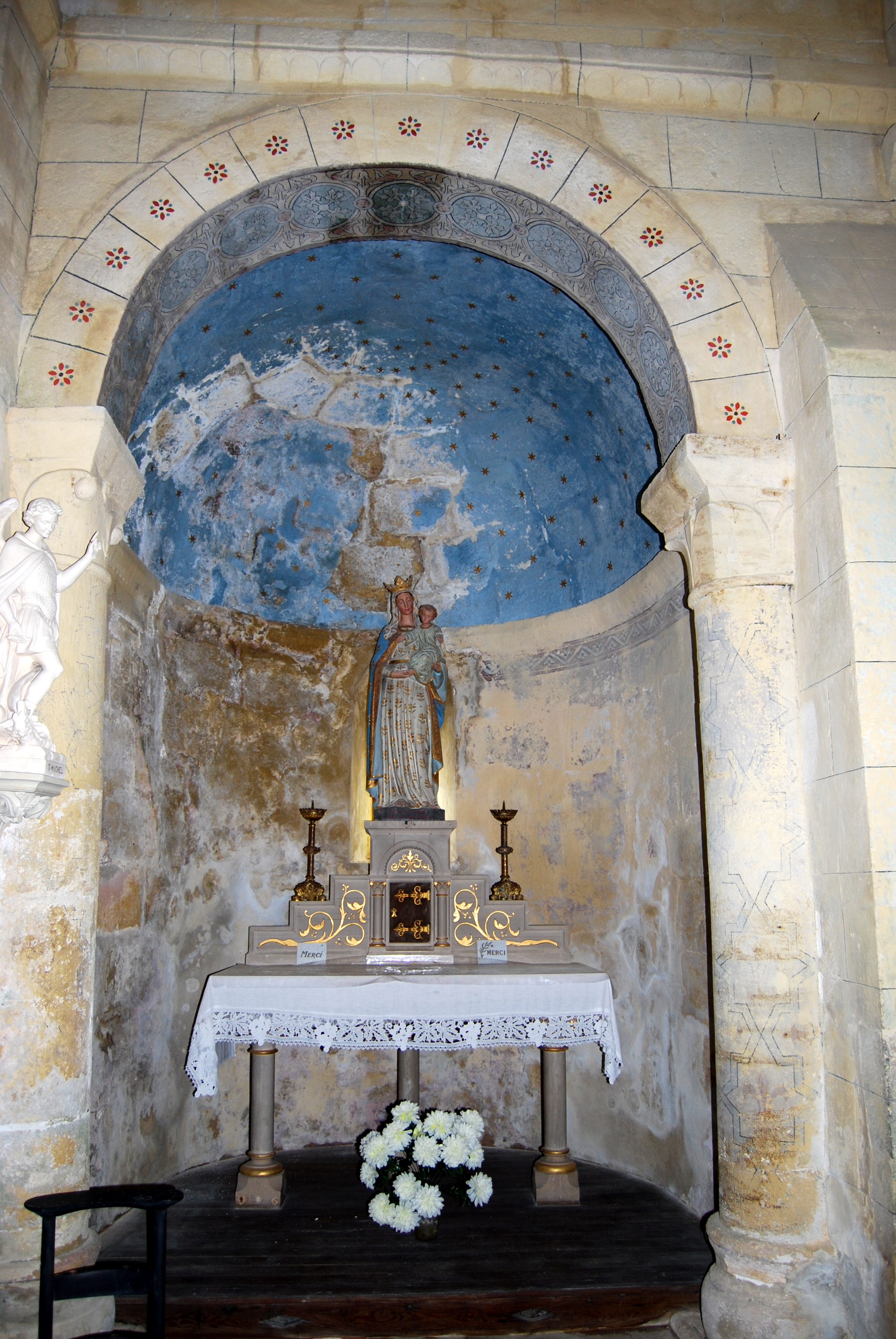